# 남아프리카 공화국의 대량살상무기
남아프리카 공화국은 1960년대부터 1980년대까지 대량살상무기 즉 핵무기, 화학무기, 생물학무기를 개발해왔다.

## 핵무기
1967년 핵무기 개발을 시작했다.
남아공에는 우라늄이 많다. OECD 산하 국제에너지기구(IEA)는 세계 우라늄 총매장량을 474만 3천 톤으로 보고 있다. 이 가운데 호주가 총매장량 114만3천 톤으로 가장 많고, 카자흐스탄(81만6천 톤), 캐나다(44만4천 톤), 미국(34만2천 톤), 남아공(34만1천 톤) 등이 뒤를 이었다. 처음에 플루토늄 핵폭탄을 개발하던 남아공은, 우라늄 핵폭탄 개발로 정책을 변경했다.
1977년 미국과 소련의 정보위성이 남아공 칼라하리 사막에서 핵실험으로 보이는 섬광을 포착했다. 이후 남아공은 비공식 핵보유국으로 간주되었다.
1979년 9월 22일 00:53 GMT, 남아공의 무인도 프린스에드워드 제도 근처 해상에서, 두 번의 섬광이 미국 벨라 (인공위성)에 탐지되었다. 남아공과 이스라엘의 3차 합동 핵실험인 오퍼레이션 피닉스였다.
1980년대 포신형 핵분열탄 6개를 조립했다. 1982년에 남아공 방위사업청 en:Armscor는 핵폭탄 생산을 시작하고서 오직 1개의 실전용 핵무기를 생산했다. 암호명은 호보(Hobo)였으며, 나중에 캐봇(Cabot)으로 불렸다. 핵출력은 TNT 6 kt이었다. 핵탄두는 나중에 분해되어 다른 핵폭탄 모델 개발에 재사용되었다. 방위사업청은 캐봇 다음에 TV 유도 활강 핵폭탄인 HAMERKOP 시리즈를 개발했다.
1989년 9월 14일 프레데리크 빌렘 데 클레르크가 대통령으로 당선되었다. 비핵화 정책을 추진했다.
IAEA는 1991년 11월부터 2년 반 동안 남아공의 모든 핵관련 시설에 대해 100여 차례의 사찰을 실시했다. 데클레르크 대통령은 1993년 3월 의회 연설을 통해 "남아공은 핵무기 6개를 생산해 보유했으나 모두 폐기했고 개발 정보도 모두 파기했다"고 전 세계에 알렸다. 그는 넬슨 만델라와 함께 1993년 노벨 평화상을 수상했다.
남아공의 자발적인 핵포기 선언은 주변국에 주둔했던 소련군 등 철수로 체제 위협 요인을 제거했기 때문에 가능했던 것으로 분석되고 있다.
2007년 11월 무장괴한 4명이 1만 볼트의 전기철조망과 경보시스템을 뚫고 펠린다바 원자력 연구센터에 침입했다가 체포되었다. HEU(우라늄-235) 750 kg이 보관되어 있었다. 2018년 미국은 북한의 고농축 우라늄 보유량을 800 kg 정도로 추정하고 있어서, 남아공과 비슷한 보유량으로 평가한다.
2018년 현재 전세계에서 완벽한 비핵화를 한 나라는 남아공 뿐이다.

## 같이 보기
- 이스라엘의 핵무기 개발
- 냉전